# Peter Lux
Peter Lux (ur. 4 października 1962 w Salzgitter) – niemiecki piłkarz występujący na pozycji pomocnika. Trener piłkarski.

## Kariera klubowa
Lux jako junior grał w zespołach Union Salzgitter, Sportfreunde Salzgitter oraz Eintracht Brunszwik, do którego trafił w 1979 roku. W 1981 roku został włączony do jego pierwszej drużyny, grającej w Bundeslidze. W lidze tej zadebiutował 15 sierpnia 1981 roku w wygranym 2:1 pojedynku z MSV Duisburg. 31 sierpnia 1981 roku w wygranym 2:1 spotkaniu z VfL Bochum strzelił pierwszego gola w Bundeslidze. Przez cztery lata w barwach Eintrachtu rozegrał 87 spotkań i zdobył 15 bramek.
W 1985 roku Lux odszedł do Hamburgera SV, także grającego w Bundeslidze. Pierwszy ligowy mecz zaliczył tam 10 sierpnia 1985 roku przeciwko 1. FC Kaiserslautern (4:1). W 1987 roku zdobył z zespołem Puchar RFN, a także wywalczył wicemistrzostwo RFN.
W 1987 roku przeszedł do innego pierwszoligowca, SV Waldhof Mannheim. Zadebiutował tam 31 lipca 1987 roku w przegranym 0:1 spotkaniu z Bayerem 04 Leverkusen. Graczem Waldhofu był przez trzy lata. W połowie 1990 roku odszedł do Dynama Drezno z DDR-Oberligi. W listopadzie tego samego roku wrócił do Eintrachtu Brunszwik, grającego teraz w 2. Bundeslidze. Grał tam do 1993 roku. Następnie przez trzy lata występował w Wolfenbütteler SV, gdzie w 1996 roku zakończył karierę.

## Kariera reprezentacyjna
W 1984 roku Lux został powołany do kadry na Letnie Igrzyska Olimpijskie, które piłkarze RFN zakończyli na ćwierćfinale.